# Ruscaceae
Classification APG II (2003)
Famille
Classification APG III (2009)
La famille des Ruscacées regroupait des plantes monocotylédones. La circonscription est discutée. En circonscription limitée elle comprend environ 9 espèces réparties en 3 genres : 
- Danae, Semele, Ruscus

En classification classique de Cronquist (1981) ses plantes sont une sous-famille des Liliacées.
Ce sont des arbustes ou des lianes à feuilles réduites des régions tempérées. La fonction chlorophyllienne est assurée par des tiges transformées en phylloclades épineux.
Parmi les plantes de cette famille, en France, on peut citer :
- le fragon ou petit houx (Ruscus aculeatus)

## Étymologie
Le nom vient du genre Ruscus dont l'origine n'est pas claire. Il pourrait être un nom latin, nom utilisé par le poète latin Virgile pour désigner la plante, ou être dérivé du nom vernaculaire anglo-saxon du houx ou du buis.

## Classification
En classification phylogénétique APG II (2003) cette famille est optionnelle et ces plantes peuvent être incluses dans les Asparagacées. Quand elle est acceptée, cette famille est plus importante, incluant les Ériospermacées, Convallariacées, etc. La famille est rattachée à l'ordre des Asparagales. 
En classification phylogénétique APG III (2009) cette famille est invalide et ses genres sont incorporés dans la famille Asparagaceae. Les genres Dracaena et Sansevieria qui donnent des plantes d'appartement largement utilisées en font maintenant partie. Ils constituaient précédemment les Dracaenacées.
La situation est identique pour les genres Beaucarnea, Nolina, Dasylirion, des plantes arborescentes avec une rosette de feuilles terminales originaires des régions chaudes d'Amérique et qui formaient anciennement la famille des Nolinacées.
Dans leur acception actuelle les Ruscacées comptent 475 espèces réparties en 26 genres (AP-web site).

## Liens externes

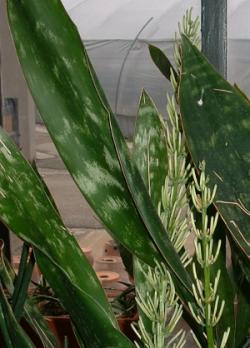
Sansevieria
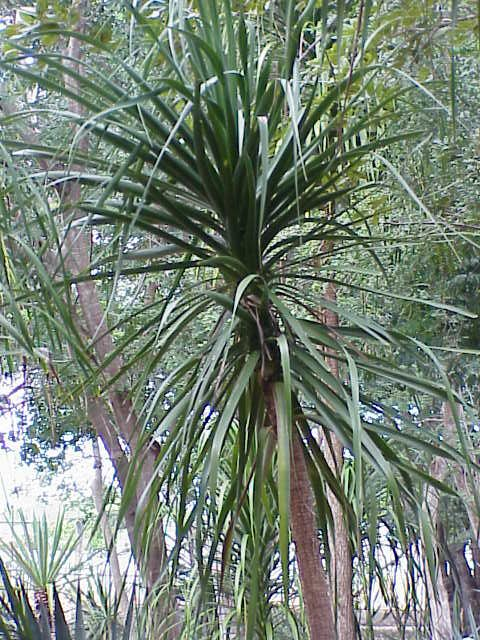
Beaucarnea pliabilis

## Liste des genres
- Aspidistra
- Beaucarnea
- Comosperma (es)
- Convallaria
- Danae
- Dasylirion
- Dracaena
- Eriospermum (en)
- Liriope
- Maianthemum
- Nolina
- Ophiopogon
- Polygonatum
- Ruscus
- Sansevieria